# Modulor
 (mars 2025).
Si vous disposez d'ouvrages ou d'articles de référence ou si vous connaissez des sites web de qualité traitant du thème abordé ici, merci de compléter l'article en donnant les références utiles à sa vérifiabilité et en les liant à la section « Notes et références ».

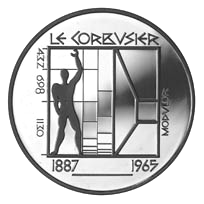
Pièce suisse commémorant le Modulor.

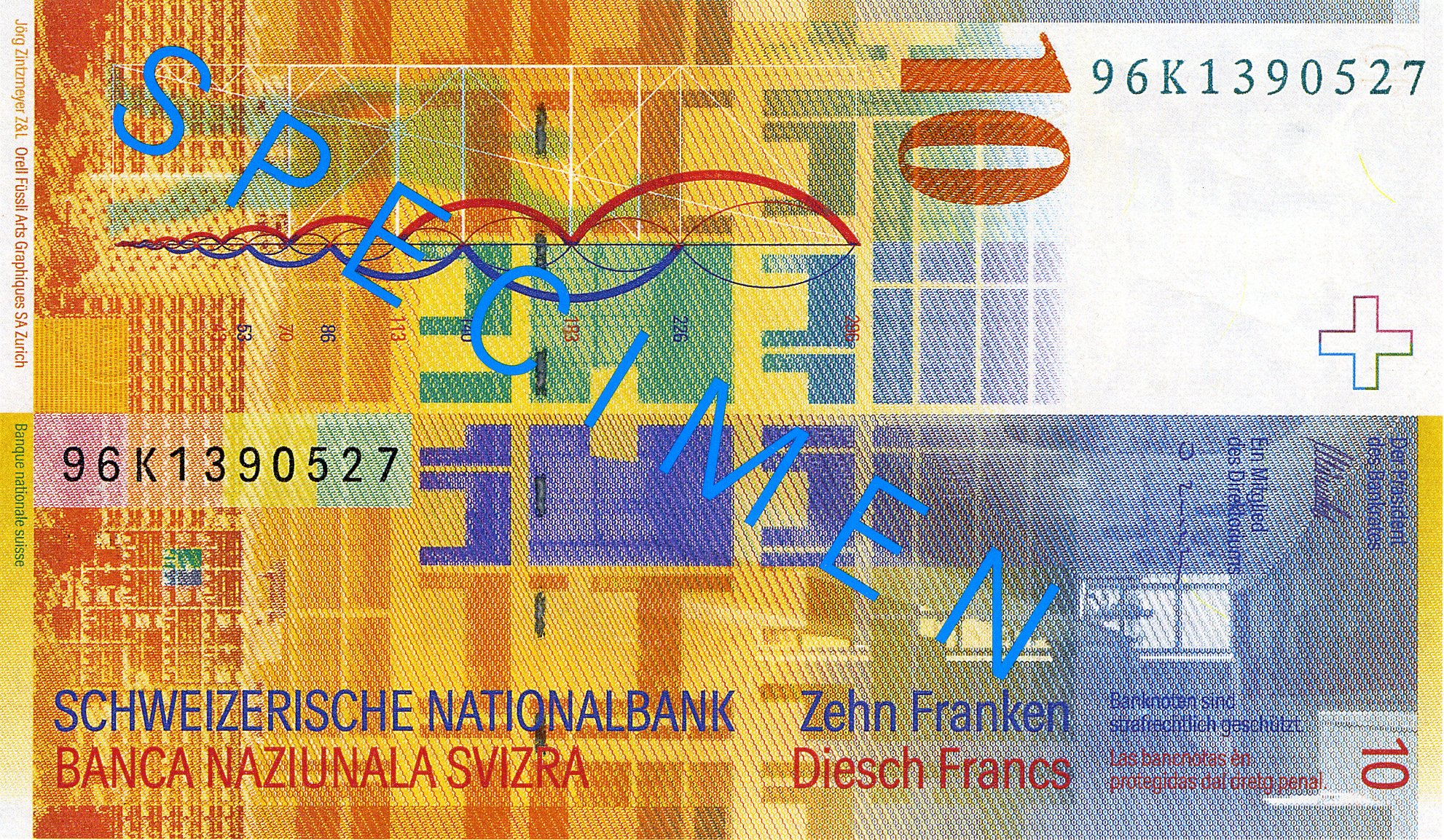
Ancien billet de 10 francs suisses, hommage à Le Corbusier, illustré de divers éléments relatifs au Modulor.

Le Modulor est une notion architecturale mise au point par Le Corbusier à partir de 1943. Il est défini par une silhouette humaine standardisée servant à concevoir la structure et la taille des unités d'habitation dessinées par l'architecte, comme la Cité radieuse de Marseille, la Maison radieuse de Rezé ou l'unité d'habitation de Firminy-Vert. Le Modulor devait permettre de concevoir les meilleures conditions de confort possibles dans les relations entre l'Homme et son espace de vie. Avec le Modulor, Le Corbusier veut créer un système plus adapté que le système métrique (et qui vise à le remplacer), en le fondant directement sur la morphologie humaine.
« Modulor » est un mot-valise construit à partir de « module » et « nombre d'or » : les proportions fixées par le Modulor sont directement liées au nombre d'or. Par exemple, le rapport entre la taille (1,83 m) et la hauteur moyenne du nombril (1,13 m) est égal à 1,619, soit le nombre d'or à un millième près. La taille humaine standard de 1,83 mètre est fondée sur l'observation de l'architecture traditionnelle européenne et de l'utilisation des proportions de cette unité pour élaborer l'harmonie d'une architecture.
Depuis les années 1990, le concept comme son créateur font l'objet de critiques en raison de ses inspirations fascistes et eugénistes. 

## Définition
Le Modulor est un système de mesures à l’échelle humaine créé par Le Corbusier à partir du nombre d’or. « Le Modulor est un outil de mesure issu de la stature humaine et des mathématiques. Un homme le bras levé fournit aux points déterminants de l’occupation de l’espace, le pied, le plexus solaire, la tête, l’extrémité des doigts, le bras étant levé, trois intervalles qui engendrent une section d’or, dite de Fibonacci. D’autre part, la mathématique offre la variation la plus simple comme la plus forte d’une valeur : le simple, le double, les deux sections d’or. » Le Modulor permet de définir une échelle unique et universelle qui ne se réfère pas au système métrique ou au système de pieds et de pouces. Il est conçu pour créer un espace fonctionnel et optimisé pour l’homme faisant de la maison une « machine à habiter » sans pour autant atténuer sa volonté de créer de l’espace, de la lumière et de la végétation. Un logis créé avec les dimensions Modulor a pour but de procurer à l’habitant un sentiment de bien-être et de confort. Le Modulor s’applique aux dimensions de la maison, mais aussi aux dimensions des meubles.

## Les origines du Modulor

### Le tracé régulateur
Avant de concevoir le Modulor, Le Corbusier a utilisé le principe du tracé régulateur pour déterminer les proportions de ses bâtiments. La méthode du tracé régulateur se base sur l’utilisation théorique de triangles rectangles pour déterminer les proportions d’un bâtiment, en effet ceux-ci permettent, selon lui, de trouver une hauteur et une largeur dont la beauté doit pouvoir être visible à l’œil nu, contrairement à certaines proportions qui auraient pu être choisies arbitrairement/intuitivement : "Un module mesure et unifie; un tracé régulateur construit et satisfait"; "Le tracé régulateur est une satisfaction d’ordre spirituel qui conduit à la recherche de rapports ingénieux et de rapports harmonieux. Il confère à l’œuvre l’eurythmie." Parmi les œuvres construites à l’aide du tracé régulateur, on trouve peu d'édifices historiques majeurs. On a pu néanmoins citer les palais du Capitole à Rome (avec des réserves sur l’interprétation des bases analytiques des modules choisis; de plus la place de par sa forme exceptionnelle, ne pourrait pas être incluse dans cette analyse modulaire restrictive) ou le Petit Trianon de Versailles. Le Corbusier, quant à lui, a utilisé cet outil pour dessiner la villa Schwob, la maison d'Amédée Ozenfant ainsi que les maisons La Roche-Jeanneret. De plus, Le Corbusier n’a pas seulement utilisé le tracé régulateur pour l’architecture, mais aussi pour la peinture. Ainsi, "La Bouteille de vin orange" et "Guitare pile d’assiettes et lanterne" ont été composées selon ce principe.

### L’observation des structures naturelles
Au cours de sa première formation en tant que dessinateur de boîtiers d’horlogerie et lors de la construction des toutes premières maisons, Le Corbusier a été influencé par l’Art nouveau, qui prônait le retour aux formes naturelles. Dans son travail de dessinateur, il a pris conscience des structures géométriques se trouvant dans la nature et d’une manière de conjuguer les formes naturelles et une rigueur géométrique.

### La peinture
Après une période de peinture « puriste » où seuls des objets sont peints, Le Corbusier introduit de plus en plus le corps humain dans ses œuvres. Il réalise ainsi une synthèse entre les éléments humains et abstraits. Ce travail de synthèse dans sa peinture précède l’élaboration du Modulor.

### La musique
Très tôt, Le Corbusier, issu d’un milieu de musiciens, s’intéresse aux rapports entre la musique et l’architecture. Il s’intéresse aux travaux des architectes intégrant la notion du rythme dans l’architecture. Son frère Albert enseigne la rythmique en Allemagne dans une école construite par l’architecte Tessenow en tentant d’adapter l’architecture à cette activité. Le Corbusier a le souhait d’imaginer une gamme « architecturale » semblable à la gamme musicale. Le Corbusier associe aussi la musique avec la mathématique et les sciences en général : « Ce n’est pas la musique qui est une partie des mathématiques, mais au contraire, les sciences qui sont une partie de la musique, car elles sont fondées sur les proportions et la résonance du corps sonore engendre toutes les proportions ».

### La tradition architecturale
Le Corbusier fait l’hypothèse que l’harmonie d’édifices tel que le Parthénon ou de certains habitats traditionnels provient de l’emploi de mesures précises constituant un système cohérent. Ces mesures précises étaient humaines : coudées, doigts, pouces, pieds, empan. L’emploi du système métrique a fait perdre ces références qui avaient une dimension humaine.

### La littérature
Parmi les livres ayant appartenu à Le Corbusier, on trouve : Le Nombre d’or : Les Rythmes, Le nombre d’or : Les Rites ainsi que Esthétique et proportions dans la nature et dans les arts dans lequel un visage est mis en lien avec le nombre d’or. Ces ouvrages montrent l’intérêt de Le Corbusier pour les mathématiques et sa volonté de donner des proportions au corps humain. C’est ainsi que le Modulor voit le jour.

## La création du Modulor
Le Modulor n’est pas le premier système de mesures à l’échelle humaine utilisé dans l’architecture. Ernst Neufert est un architecte allemand né le 15 mars 1900 à Freyburg, en Allemagne et décédé en 1986 à Bugnaux-sur-Rolle, dans le canton de Vaud (Suisse). Ernst Neufert est l’un des premiers étudiants du Bauhaus et l’assistant de Walter Gropius. En 1936, il crée un système de mesure 12[pas clair] à l’échelle d’un homme de 1,75 m. Ce système de mesure est basé sur les proportions du nombre d’or, ainsi que l’Oktameter, une série de mesures aussi créées par Neufert. De plus, le système est compatible avec le système Achsmaß/Tafelmaß de la Luftwaffe, utilisé pour dessiner des hangars pour avions. Le Bauentwurfslehre, nom donné au système de Neufert, est adapté à tous types de constructions et prévoit aussi le dimensionnement intérieur, soit tous les types de meubles, la hauteur des marches d’escaliers et cætera... Aucune source ne montre un lien entre Le Corbusier et Ernst Neufert.
L’idée du Modulor commence à germer dans l’esprit de Le Corbusier au début des années 1940. Il écrit dans la Charte d'Athènes publiée en 1941 : « Le dimensionnement de toutes choses dans le dispositif urbain ne peut être régi que par l’échelle humaine » et « L’architecture, après la déroute de ces cent dernières années doit, de nouveau, être mise au service de l’homme. Elle doit quitter les pompes stériles, se pencher sur l’individu et créer pour le bonheur de celui-ci, les aménagements qui entoureront, les rendant plus aisés, tous les gestes de la vie ». Ce sont ici les prémices du Modulor, qui naît de la volonté de relier l’homme à l’architecture, d’unir la nature et la mathématique.
En effet, si Le Corbusier a choisi le nombre d’or pour créer le Modulor, c’est parce que celui-ci est issu de la suite de Fibonacci, présente dans la nature : « J’ai constaté qu’une relation entre la section d’or et la suite géométrique agit décisivement sur le proportionnément des formes de la nature. À ma grande surprise, en comparant mes conclusions avec votre Modulor, j’ai vu que les résultats des deux systèmes sont semblables ».Influencé par les différents ouvrages écrits sur le sujet, tels que celui d’Adolf Zeising et probablement influencé par son ami Andreas Speiser, spécialiste de théorie des groupes, Le Corbusier choisit ce système de proportions qui l’a fortement touché auparavant devant le Parthénon à Athènes.
Le mot Modulor est composé des mots « module » et « or ». « Or » sous-entend le nombre d’or. Module, signifie que c’est une unité de base, applicable en série. Le Modulor était initialement prévu pour être applicable à l’architecture, mais aussi à de tout autres domaines, tels que le dimensionnement d’une voiture par exemple. On retrouve cette idée d’application en masse dans le BAUHAUS et leur volonté d’industrialiser leurs produits. Le Modulor est en lien avec l’architecture modulaire de Le Corbusier, sa volonté de créer une unité d’habitation et de la construire en série, comme il a pu le faire dans la Cité Radieuse de Marseille.
La mise au point du Modulor est lancée en 1942, après que Le Corbusier a relevé dans différentes architectures harmonieuses, tel que le Parthénon, une hauteur d’environ 2,20 m entre le sol et le plafond, soit approximativement la taille d’un homme le bras levé. Ainsi, il confie ses instructions à Gérald Hanning, un jeune collaborateur : « Prenez l’homme-le-bras-levé, 2,20 m de haut ; installez-le dans deux carrés superposés de 1,10 m ; faites jouer à cheval sur les deux carrés, un troisième carré qui doit vous fournir une solution. Le lieu de l’angle droit doit pouvoir vous aider à situer ce troisième carré. Avec cette grille de chantier et réglée sur l’homme installé sur l’homme à l’intérieur, je suis persuadé que vous aboutirez à une série de mesures accordant la stature humaine (le bras levé) et la mathématique. ». En août 1943, une première proposition arrive de la part de Hanning. En décembre de la même année, Elisa Maillard, une membre de l’ASCORAL qui travaille aussi sur le projet du Modulor, propose une épure rectificative du dessin de Hanning. Le système résultant est un composé de rectangles habilement tracés à partir d’une section d’or et d’un tracé régulateur.
La grille est désormais employable, mais Le Corbusier n’en est pas satisfait, c’est pourquoi il la remet à l’étude par d’autres collaborateurs en 1945. C’est alors que Le Corbusier et ses collaborateurs choisissent une hauteur d’homme de 1,75 m. C’est à ce moment que le brevet est pris.
En décembre 1945, Le Corbusier embarque à bord du Liberty ship cargo  Vernon S. Hood à destination des États-Unis. Il établit une échelle de chiffres durant le voyage. De retour à Paris, Le Corbusier et ses collaborateurs constatent que les valeurs métriques du Modulor sont quasiment intraduisibles en pieds et en pouces, ce qui pose un problème pour une échelle de mesure visant à unifier les mesures de tous pays. Py, un collaborateur fait alors remarquer que 1,75 m est plutôt une taille française et que dans les romans anglais, les hommes de bonne stature mesurent six pieds de haut. En adoptant cette nouvelle grandeur, toutes les autres mesures correspondent à des mesures pleines en pieds et en pouces. Les références métriques sont alors arrondies, ainsi 6 pieds soit 182,88 centimètres est arrondi à 183 centimètres ce qui règle les différences entre les deux systèmes de mesures.
Peu après, en mai 1946, Le Corbusier se rend de nouveau aux États-Unis et il a l’occasion de s’entretenir avec Albert Einstein à propos du Modulor. Ce dernier lui écrira dans une lettre : « C’est une gamme des proportions qui rend le mal difficile et le bien facile ».
Le travail sur le Modulor s’achève en 1950 avec la publication de Le Modulor : essai sur une mesure harmonique à l’échelle humaine applicable universellement à l’architecture et à la mécanique et en 1955 avec Le Modulor 2, qui regroupe des applications, des critiques et une discussion sur le Modulor.
Le Modulor est aussi devenu un symbole à travers les ans, une sorte de signature de Le Corbusier. On peut retrouver des illustrations du Modulor sous forme de reliefs moulés sur certains bâtiments de Le Corbusier.

## La construction du Modulor

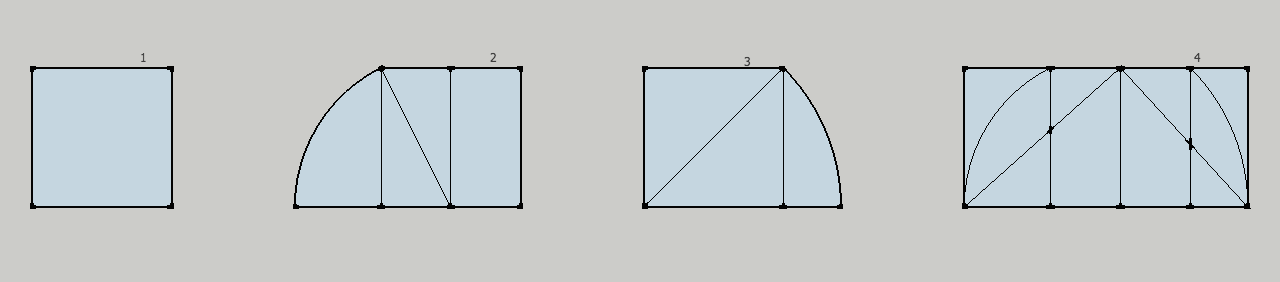
Prototype du Modulor par Hanning, créé à partir des instructions de Le Corbusier dans le Modulor.

Voici le prototype de Hanning, celui-ci est fait :
- D’un carré (1) ;
- Auquel on a ajouté une section d’or d’un côté (2) ;
- Et dont on a tracé la diagonale rabattue[9] de l’autre (3) ;
- On obtient ainsi un ensemble de quatre rectangles ainsi qu’un angle passant au milieu du carré initial (4).

L’angle obtenu est un angle droit, et donc ici un tracé régulateur.

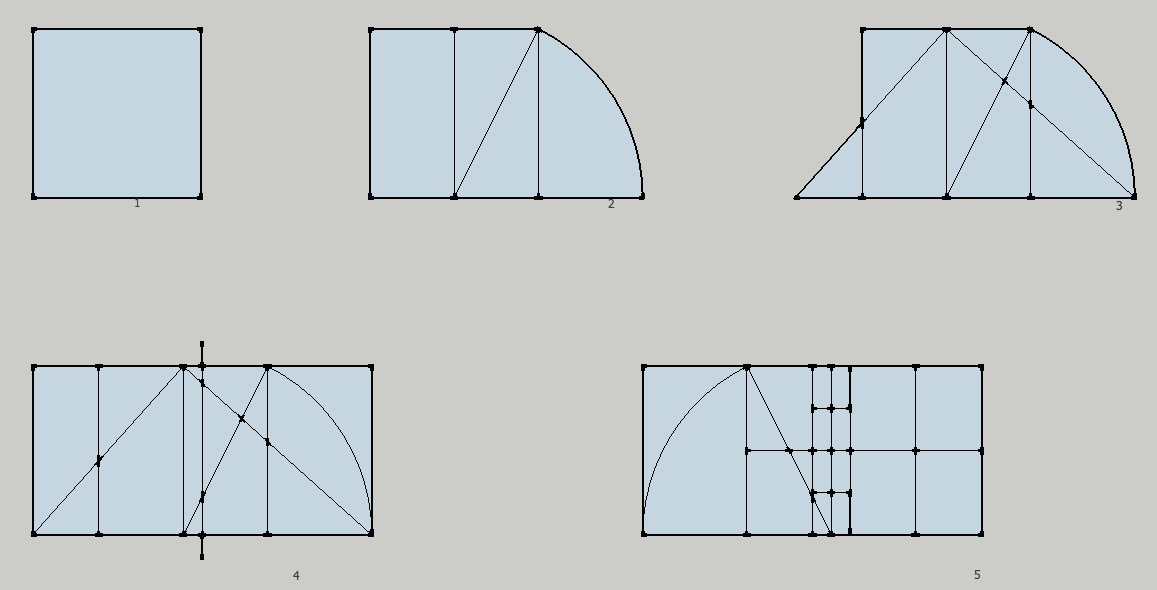
Prototype du Modulor par Elisa Maillard créé à partir des instructions de Le Corbusier dans le Modulor.

Ceci est le deuxième prototype, proposé par Maillard. Il est constitué :
- D’un carré (1) ;
- Auquel on applique la section d’or d’un côté (2) ;
- Et l’installation d’un angle droit sur la moitié du carré initial (3) ;
- Ensuite, le grand rectangle obtenu est divisé en deux parties égales (4) ;
- On obtient ainsi deux carrés égaux entre eux et au carré initial ;
- Une dernière étape consiste à tracer une symétrie du plus petit rectangle appartenant au système et en traçant une médiane dans le sens de la longueur (5).

Le Modulor final, tel qu'il est tracé par deux dessinateurs de l'atelier Le Corbusier en novembre 1950 ( Maisonnier et Justin Serralta) est ainsi décrit: "Prenez deux carrés égaux et insérer au lieu de l'angle droit un carré de même dimension..." Trois mesures principales  résultent de ce tracé: 113, 70 et 43 centimètres, tel que 43+70 = 113 tandis que  113 = 70xΦ ou 70 = 43xΦ, avec Φ représentant le nombre d'or.
Additionnées, elles donnent : 113 + 70 = 183 cm correspondant à la hauteur d'un homme, ainsi que 113+70+43 = 226 cm correspondant à la hauteur d'un homme le bras levé.
Sur la base de ces deux mesures génériques et de leurs déclinaisons harmoniques, le Modulor propose deux séries de type Fibonacci, la série bleue et la série rouge, qui font dialoguer leurs intervalles et couvrent l'ensemble des mesures caractéristiques du confort humain. La mesure initiale de la série rouge est l'altitude du nombril de l’homme établi à 113 cm. À partir de cette mesure, la série rouge décroit jusqu’à zéro et croît jusqu’à l’infini avec un rapport égal au nombre d’or entre chaque terme. La série bleue se base sur le même principe, mais la longueur initiale est 226 cm correspondant à la hauteur d'un homme le bras levé. Les différentes valeurs de ces deux séries sont utilisées par Le Corbusier dans certaines de ses constructions. Sur cette image, les valeurs sont exactes, mais Le Corbusier utilise parfois les valeurs arrondies pour faciliter les mesures.

## Applications du Modulor
Une fois le Modulor terminé, Le Corbusier applique son nouveau système de mesure dans presque toutes ses constructions. C’est avec cet outil que l'usine Claude et Duval, la Cité radieuse, le couvent de la Tourette, les maisons Jaoul, les institutions de Chandigarh ou le cabanon de Cap-Martin sont dessinés. Cela montre que le Modulor convient à toutes sortes de bâtiments. Ce ne sont pas les seuls bâtiments construits avec le Modulor, la chapelle de Ronchamp, par exemple, est aussi dessinée selon ces proportions.

### L'usine Claude et Duval
Bâtiment dont les études furent entamées en 1947 et le chantier achevé en 1951 ; l'usine fut mise en production début 1952. L'ouvrage constitue donc historiquement la première application concrète du Modulor. Cette manufacture de bonneterie fut le seul bâtiment industriel réalisé par Le Corbusier. Elle demeure comme le prototype de la reconstruction inaboutie de la ville de Saint-Dié des Vosges selon les plans conçus par Le Corbusier au sortir de la guerre. Une statue de L'Homme le bras levé symbolisant le Modulor est édifiée au centre de la ville vosgienne afin de rappeler cet épisode.

### La Cité Radieuse
La Cité Radieuse de Marseille est un immeuble dessiné par Le Corbusier, construit entre 1947 et 1952, destiné à accueillir des logements sociaux. Le Corbusier y applique le principe d’architecture modulaire, c’est-à-dire qu’il y aligne et superpose une unité d’habitation unique. Ce bâtiment est un immeuble-ville, en effet, il comporte aussi des magasins et services. La Cité Radieuse de Marseille est un bâtiment très complet en ce qui concerne l’application du Modulor, toutes les mesures sont issues du Modulor et l’ensemble a été créé pour le bien-être de l’homme et la fonctionnalité du logis. Le Modulor a permis à Le Corbusier d’utiliser seulement 15 mesures différentes pour l’ensemble de la construction. Les plafonds, par exemple, culminent à 2,26 m de hauteur, mais ils ne sont qu’une partie de l’unité d’habitation entièrement modulée à l’échelle humaine. Les rambardes de balcons, la cuisine et les meubles sont tous donnés par les séries rouge et bleue du Modulor. Les dimensions de l’appartement sont aussi issues de ces séries, la largeur de 3,66 m est donnée par la taille du Modulor (1,83 m) multipliée par deux.. Le Modulor ne laisse rien au hasard, il dimensionne tout, jusqu’à l’épaisseur du plancher donnée par la série bleue.

### Le couvent de la Tourette
En 1959, Le Corbusier achève le Couvent Sainte-Marie de la Tourette. Malgré son athéisme, Le Corbusier a été sollicité par le Père Marie-Alain Couturier pour dessiner ce bâtiment. Ce dernier y allie le Modulor avec le purisme, la lumière et la musique. Le purisme se traduit par l’emploi de figures géométriques simples qui constituent le bâtiment. Le Corbusier donne une dimension toute particulière à la lumière dans ce bâtiment, en effet, différents vitraux sont découpés de différentes façons et placés dans des endroits étudiés pour que la lumière donne une sensation particulière. La musique, elle, se trouve dans l’espacement des poteaux se trouvant entre les fenêtres situées dans certaines salles communes et couloirs. Ces espacements traduisent un rythme, une musique que Le Corbusier a demandé de créer à un collaborateur, Xenakis. Le Modulor se retrouve entre autres dans les cellules des frères dominicains, la hauteur, la longueur, la largeur, les loggias (balcons) et les fenêtres sont données par les séries bleues et rouges du Modulor.

### Les maisons Jaoul
Les maisons Jaoul sont deux villas situées à Neuilly-sur-Seine, construites en 1953 par Le Corbusier. Ces maisons sont réalisées après guerre avec des matériaux comme la brique ou la tuile plate, moins coûteux que le béton. Ces villas sont une application concrète du Modulor, c’est-à-dire que toutes les dimensions sont issues du Modulor : les motifs des parois et des fenêtres, les portes et les hauteurs des plafonds.

### Les bâtiments administratifs de Chandigarh
Contrairement à l’urbanisme de la ville dessiné à l’aide de tracés régulateurs, les bâtiments de Chandigarh ont le Modulor comme unité de mesure. En effet, cette ville représente un symbole de liberté, de paix et d’humanisme, c’est pourquoi elle est régie à l’échelle de l’homme. Tous les bâtiments sont proportionnés selon le Modulor, même si Le Corbusier s’est concentré sur les bâtiments administratifs, en laissant les autres ouvrages à ses collaborateurs. Une fois de plus, le Modulor régit les dimensions des bâtiments, la hauteur des plafonds ainsi que toutes les autres mesures.

### Le cabanon de Cap-Martin
En 1952, Le Corbusier construit un cabanon de 15 mètres carrés situé à Roquebrune-Cap-Martin. Ce cabanon est entièrement dessiné en fonction du Modulor, ce qui a permis à Le Corbusier de faire les plans en trois quarts d’heure. Le tout tient dans une cellule carrée de 3,66 fois 3,66 mètres, ce qui correspond à 2,26 mètres, la taille du Modulor multipliée par le nombre d’or. La hauteur du cabanon, quant à elle, mesure 2,26 mètres. L’ensemble de l’intérieur est aussi donné par le Modulor, c’est-à dire le mobilier, les fenêtres et les motifs des parois colorées.

### Applications générales

Illustration du Modulor. D'après les travaux de Le Corbusier, schéma libre.

On peut voir sur ce schéma certaines hauteurs données par le Modulor et la fonction auxquelles elles sont appliquées. Ces fonctions sont principalement intérieures, c’est-à-dire que ces mesures donnent la hauteur d’une chaise, d’une table ou d’une rambarde de balcon.
En ce qui concerne les dimensions du bâtiment en lui-même, Le Corbusier utilise la série rouge ou la série bleue qui, comme elles croissent jusqu’à l’infini, proposent un vaste choix de mesures. Les plafonds, quant à eux, sont très souvent fixés à 2,26 m de haut, taille de l’homme le bras levé.
Le Modulor est un concept enseigné et utilisé par certains architectes dont les élèves de Le Corbusier. En exemple, la Villa Chupin à Saint-Brévin-l’Océan construite par son élève André Wogenscky.

## Critiques du Modulor: les inspirations eugénistes et fascistes de Le Corbusier
Le Modulor repose sur une silhouette masculine d'1,83 m et est à ce titre un exemple de la manière dont les concepteurs ne tiennent pas compte des femmes dans le dimensionnement de leurs projets, ni des enfants, des personnes âgées ou en situation de handicap,.
Le Modulor a été élaboré en pleine seconde Guerre mondiale, alors que comme le soulignent divers architectes et historiens comme Paul Chemetov, François Chaslin ou Jean-Louis Cohen, Le Corbusier affiche depuis les années 1920 son adhésion au fascisme ambiant en Europe, : « Le Corbusier a participé, dès les années 1920 jusqu’au milieu des années 1940, à une série de publications d’extrême droite, fascisantes et fascistes, la plupart antisémites, parfois racistes, toujours antiparlementaires, ultranationalistes, ferraillant contre la démocratie, regimbant contre la soi-disant dégénérescence de la race... [...] Or, l’esthétique de Le Corbusier a sa source dans les pires conceptions positivistes, réductrices, réactionnaires de son époque. ».
Au cours de la conception du Modulor, Le Corbusier est inspiré par la théorie psychophysique de Gustav Fechner, qui cherche à donner des grandeurs (dimensions) aux stimulus et aux perceptions. Plusieurs philosophes et scientifiques (Hermann von Helmholtz, Ewald Hering, Henri Bergson), ont critiqué cette théorie et pour Marc Perelman « toute mesure de la sensation se parant de scientificité est une imposture théorique ».
Selon Perelman, l'architecture de Le Corbusier repose sur ce que Michel Foucault (dans son ouvrage Surveiller et punir, chapitre III) définit comme « une politique de coercition qui est un travail sur le corps, une manipulation calculée de ses éléments, de ses gestes, de ses comportements » :  « les thèses de Le Corbusier sur le corps ne correspondent en rien à un quelconque humanisme, à une libre disposition et propriété de ses mouvements et de ses gestes dans un espace ouvert et de la plus grande plasticité. Son architecture et son urbanisme (le plan Voisin) sont à l’inverse une organisation carcérale qui, dépassant le sociologique et le politique, crée un corps unique saisi par la technologie du bâtiment moderne, un corps machine dans une vaste « machine à habiter », une pâte malléable entre les mains de l’architecte démiurge et fasciste. [...] Car le fascisme et le nazisme, comme le stakhanovisme stalinien ou le puritanisme néostalinien, reposent sur une corporéité de masse assez proche. ».
Pour l'historien de l'art Laurent Baridon, Le Corbusier laisse avec le Modulor d'importantes questions sans réponse : « Pourquoi un homme plutôt qu’une femme ? Pourquoi une taille d’1,83 m. ? Pourquoi son morphotype est-il celui des races blanches, noires éventuellement, mais certainement pas jaunes ? ». Il postule que pour Le Corbusier, « l’urbanisme est un élément clef pour réconcilier l’homme et la société, en organisant le travail et le loisir. Il autorise l’exercice d’un contrôle sanitaire dont un
des objectifs est de construire un homme nouveau par le sport, la médecine sociale et l’eugénisme. ». Dans ce contexte, « le Modulor concrétise en quelque sorte cet homme nouveau, spécimen d’une nouvelle race, à l’«avant-garde » de la société française. À bien des égards, il s’agit pour Le Corbusier de replacer l’humain au centre de ses préoccupations, ce que précisément  représente le Modulor dans l’évolution de sa pensée architecturale après
les années 20. ».
Le Corbusier est un proche et un conseiller du médecin eugéniste Alexis Carrel, qui créa en 1941 la Fondation française pour l'étude des problèmes humains soutenue par le régime de Vichy,. Pour Laurent Baridon, « prétendre que le Modulor est le prototype des surhommes élaborés dans la vision de Carrel serait sans doute simplificateur. Mais il est de façon manifeste le descendant de « l’homme nouveau » théorisé par les technocrates de l’entre-deux-guerres. C’est une « construction de l’homme » pour reprendre le terme de Carrel [...] Le Modulor pourrait évidemment être expliqué dans la perspective théorique de la tradition pythagoricienne et de l’homme vitruvien. Mais il n’en reste pas moins vrai qu’il est le produit d’une conception de l’homme qui a justifié des pratiques eugénistes autoritaires. Certes Le Corbusier n’est pas directement impliqué dans ce processus, mais le Modulor est issu d’une conception réductrice et réactionnaire de la place de l’homme dans l’architecture et dans la société ».

## Galerie

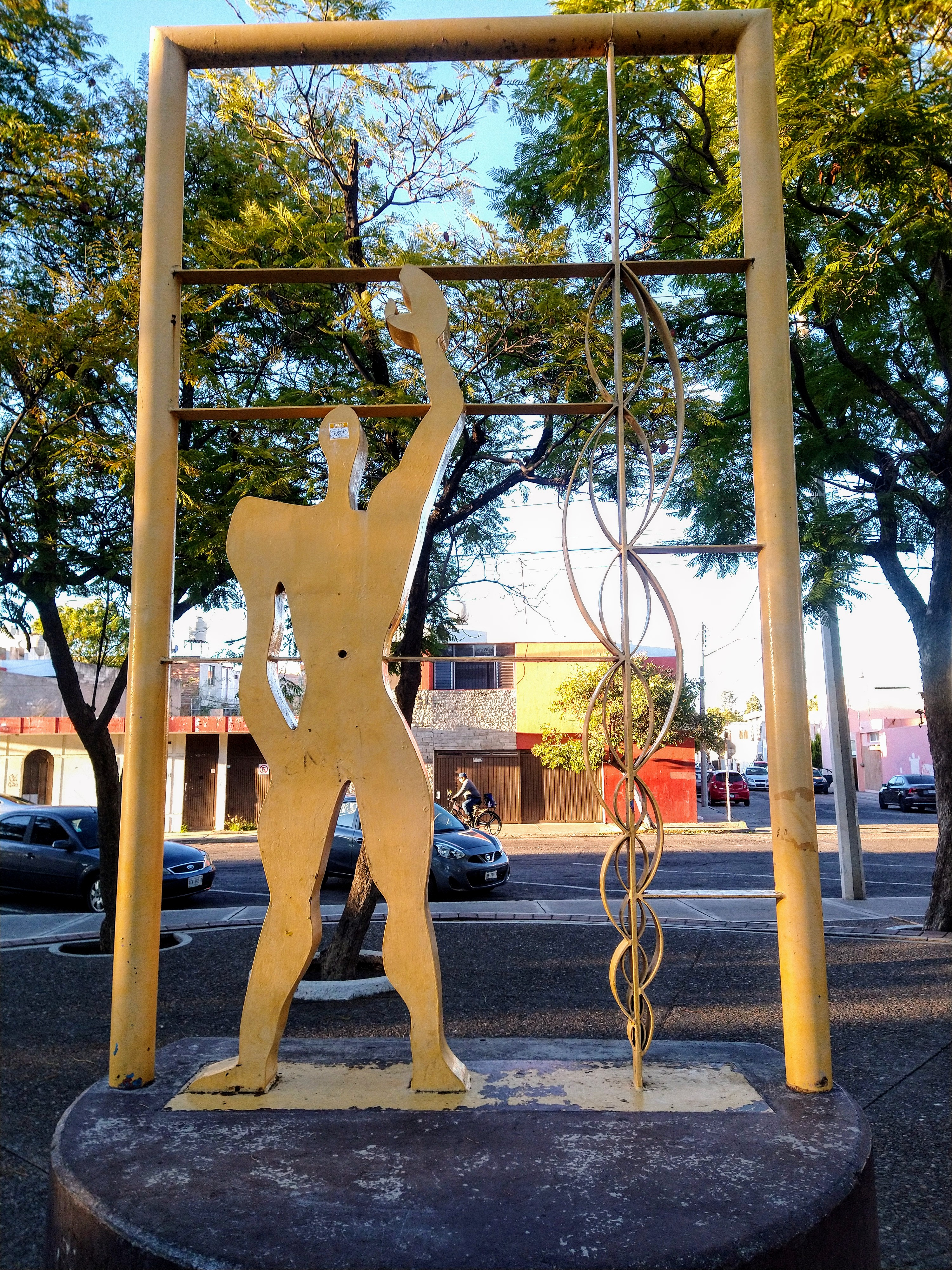
À Aguascalientes.
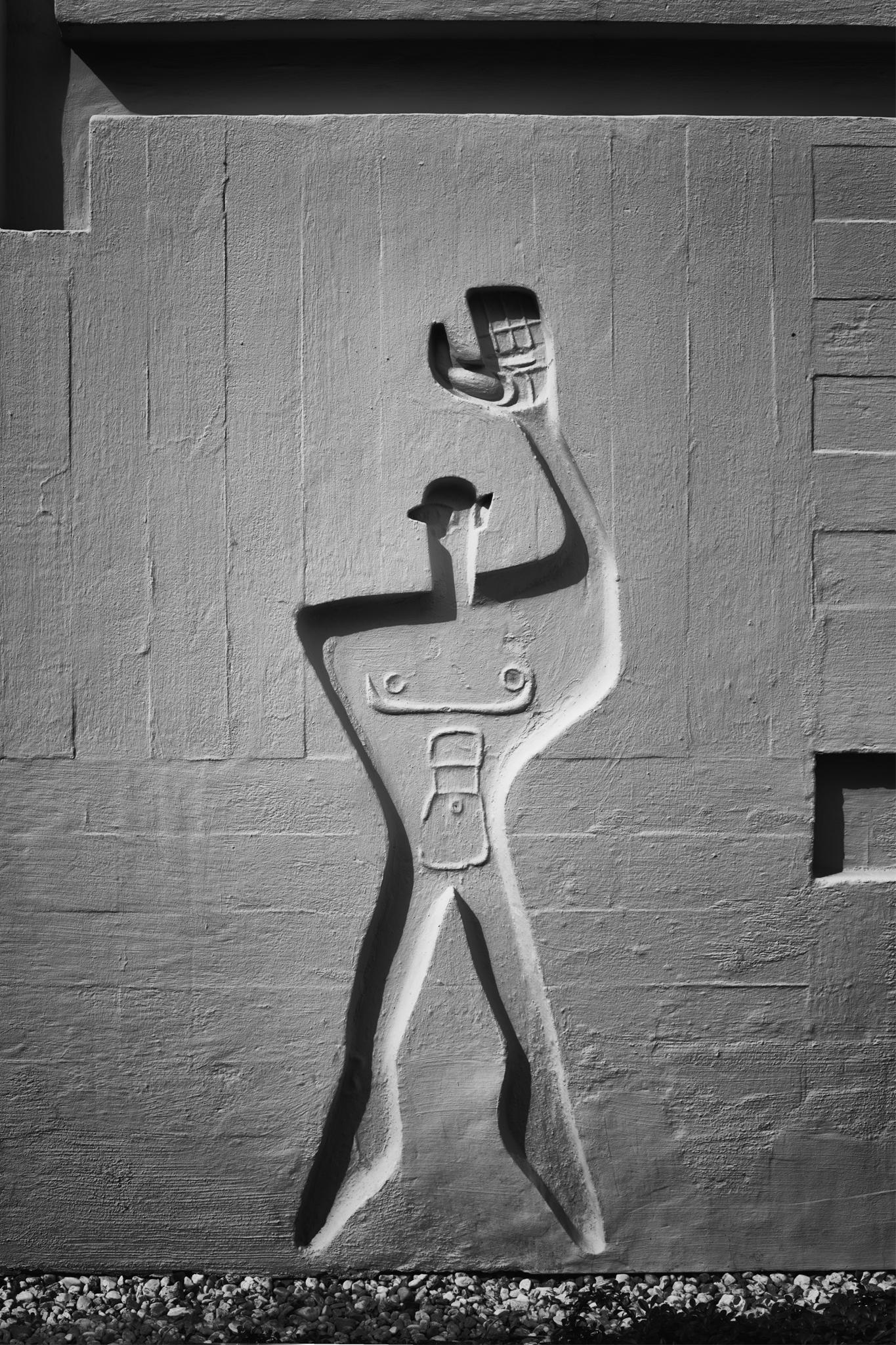
À Berlin.
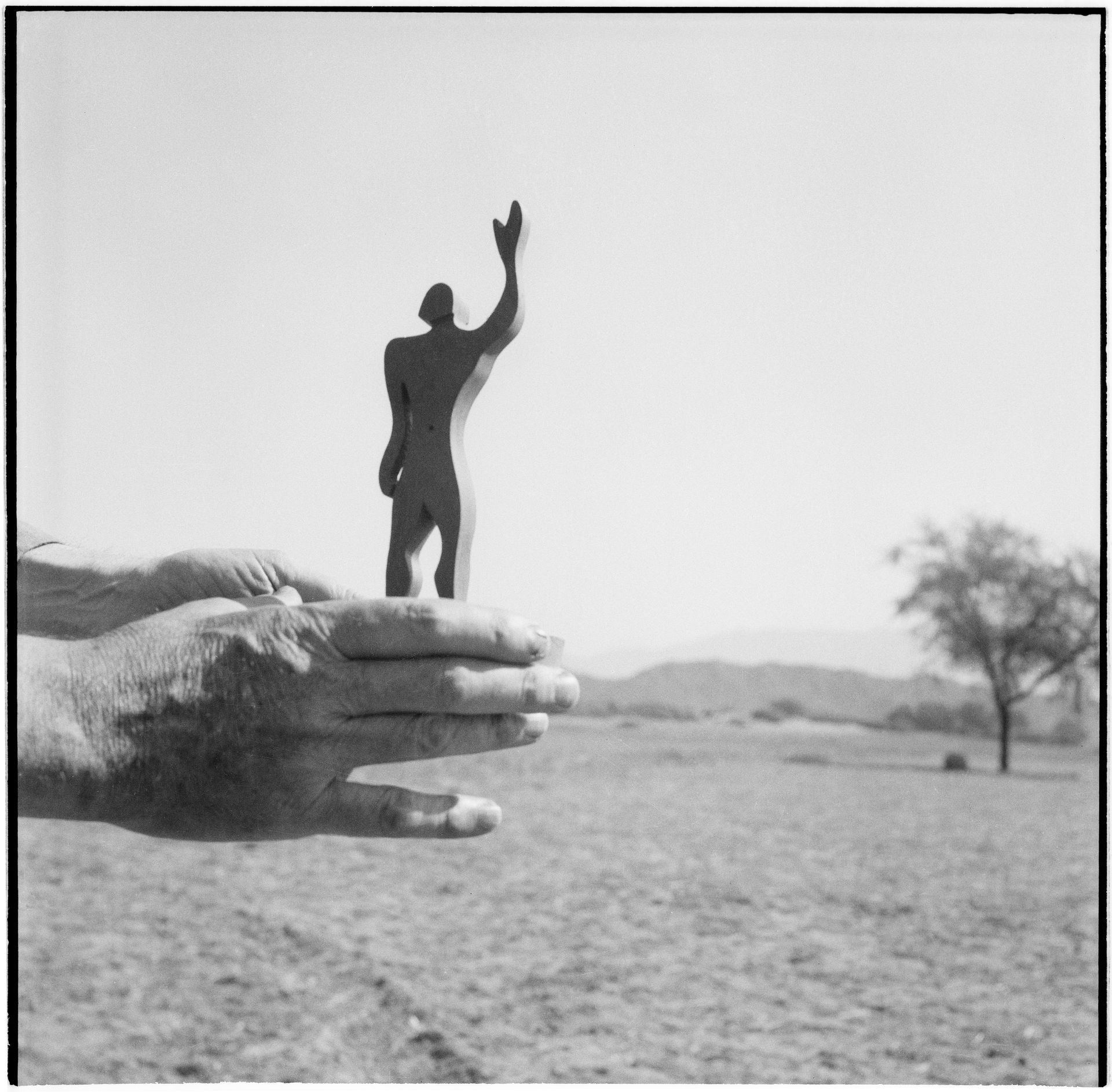
À Chandigarh.